# ان‌وای‌پی‌دی بلو
ان‌وای‌پی‌دی بلو (انگلیسی: NYPD Blue) یک مجموعه تلویزیونی محصول ایالات متحده آمریکا در ژانر پلیسی است که در شهر نیویورک جریان دارد و به بررسی چالش‌ها و مسائل روزمره گروهی از کارآگاهان حوزه خیالی پانزدهم در منطقه منهتن می‌پردازد. هر قسمت از این مجموعه معمولاً چند خط داستانی مرتبط با گروهی از بازیگران اصلی را به‌طور موازی روایت می‌کند. این مجموعه توسط استیون بوچکو و دیوید میلچ ساخته شده است و ایدهٔ آن از رابطه میلچ با بیل کلارک، عضو پیشین اداره پلیس نیویورک که بعدها یکی از تهیه‌کنندگان این مجموعه شد، الهام گرفته شده است. پخش اصلی این مجموعه از شبکه ای‌بی‌سی از ۲۱ سپتامبر ۱۹۹۳ آغاز شد و تا ۱ مارس ۲۰۰۵ ادامه یافت. این مجموعه تا پیشی گرفتن آناتومی گری در سال ۲۰۱۶، به عنوان طولانی‌ترین مجموعه درام یک ساعته در ساعات پربیننده شبکه ای‌بی‌سی شناخته می‌شد.